# 제임스 대시너

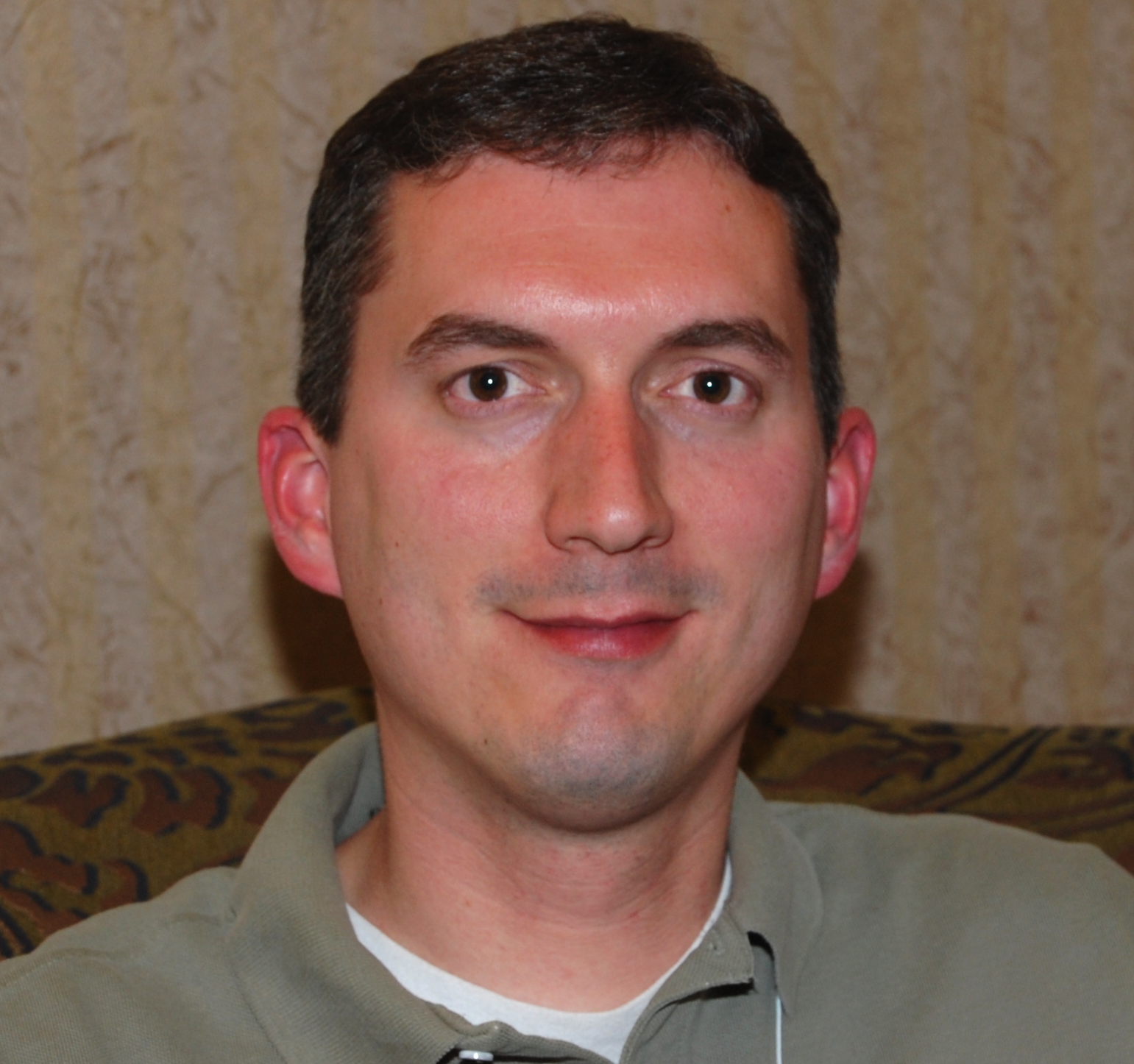
제임스 대시너

제임스 대시너(James Dashner, 1972년 11월 26일 ~ )는 미국의 소설가이다.
1972년 조지아주에서 태어났다. 브리검영 대학교에서 수학하고 재무 업계에서 수십년을 일했다. 《13번째 리얼리티》로 작가로 데뷔하였고, 장편소설 시리즈 《메이즈 러너》가 베스트셀러에 오르면서 유명 작가로 거듭났다. 현재 유타주에서 아내와 네 자녀들과 함께 살고 있다.